# 牟田秀敏
牟田 秀敏（むた ひでとし、1941年2月2日 - 2021年3月12日）は、日本の政治家。第5代佐賀県鳥栖市長（2期8年）。

## 来歴
佐賀県出身。1941年（昭和16年）、満州と朝鮮の国境付近で誕生し、終戦後日本に引き揚げ。佐賀県立三養基高等学校卒業。参議院議員秘書 を経て佐賀県議会議員を4期、自民党佐賀県連総務会長（1990年 - 1991年）、政調会長（1991年 - 1993年）を務める。1999年（平成11年）3月から鳥栖市長を2期8年務める。市の行財政改革をはじめ、鳥栖流通業務団地整備事業、九州新幹線鹿児島ルートの建設、新鳥栖駅周辺整備事業をすすめた。
2007年（平成19年）の市長選で橋本康志に敗れる。2011年（平成23年）の市長選でも立候補するが再度敗れた。2014年、旭日小綬章受章。
2021年3月12日18時50分頃、心不全のため、鳥栖市の病院で死去。80歳没。死没日をもって正五位に叙される。

## 著書
共著
- 岡本百合江、井田さだ子、谷口愛子、牟田秀敏『心に残る話』ヒロコミュニケーションズ、2016年2月、147頁。ISBN 978-4990438784。